# سيسم وهراني
سيسم وهراني (الاسم العلمي:Misopates oranense) هو نوع من النباتات يتبع جنس السيسم من الفصيلة الحملية.
سمي هذا النوع نسبةً إلى منطقة وهران في الجزائر.